# Bordás kórócsiga
A bordás kórócsiga (Helicopsis striata) Közép- és Kelet-Európában honos, a tüdőscsigákhoz tartozó szárazföldi csigafaj.

## Külső megjelenése

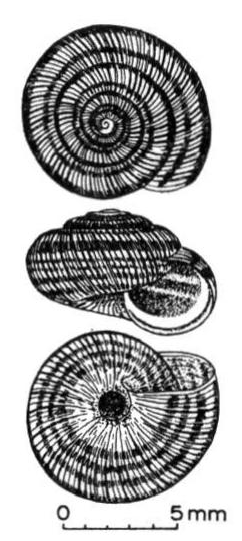
A bordás kórócsiga háza

A csigaház 4,5-6,5 mm magas, 6–9 mm széles, kerek és lapított, 4-4,5 kanyarulatból áll. A csigaház piszkosfehér, gyakran többször megszakított, hosszanti, barna csíkok díszítik, de a sávok elmaradhatnak. Sűrűn és szabálytalanul bordázott mind a felső, mind az alsó felén. Köldöke igen tág (a ház szélességének egyhatodát teszi ki), szájadéka D alakú, a belsején néha enyhe ajakduzzanat figyelhető meg.
Három alfaja ismert:
- Helicopsis striata austriaca
- Helicopsis striata hungarica
- Helicopsis striata striata

## Előfordulása
A bordás kórócsiga alapvetően pontikus-pannonikus elterjedésű faj, a Fekete-tengertől nyugatra és északra él, de ritkán és elszigetelten Európa nagy részén előfordul, ahol jégkorszaki reliktumnak tekinthető. A Brit-szigetekről a jégkorszak után az újraerdősüléssel pusztult ki. Franciaországban utoljára az 50-es években észlelték, valószínűleg onnan kihalt. Svédországban csak Öland szigetén él, itt a védelmére hozott intézkedésekkel sikerült megállítani fogyását.
Magyarországon a Duna–Tisza köze és a Tiszántúl homokterületein elterjedt, a Dunántúlon csak néhány elszigetelt populációja ismert.
A H. s. austriaca alfaj már csak egy helyen él Ausztriában, ahol populációja stabilnak mondható. Ausztriából a H.s. hungarica kipusztult, Magyarországon előfordul, de pontos helyzete nem ismert. Bár javasolták már védelem alá helyezését, nálunk egyelőre még nem védett.
Bár nyugati és északi szubpopulációi visszaszorulóban vannak, Németországban és Ausztriában kritikusan veszélyeztetettnek számít, maga a faj léte nincs veszélyben. Ukrajnában és Moldáviában helyzete stabil, ezért Természetvédelmi Világszövetség listáján nem fenyegetett jelzővel szerepel. Elsősorban élőhelyének, a száraz, füves réteknek mezőgazdasági művelés alá helyezése fenyegeti.

## Életmódja
A bordás kórócsiga a száraz, meszes talajú rétek lakója, a laza talajú (homokos, löszös), növényekkel gyéren benőtt területeket kedveli, ahol esetenként tömegesen fordul elő. Napközben akár 10–15 cm mélyre a talajba ássa magát és inkább éjjel aktív. A külsőre hasonló más csigáktól eltérően a növények szárára és levelére nem mászik fel, hanem inkább fák és bokrok tövében fordul elő.